# Георгаки Чалъкоглу
Георгаки Стоянович Чалъкоглу (също Чалоглу или Чалъков) е български общественик и османски политик, търговец.

## Биография
Роден е през 1815 година в Пловдив в семейството на Стоян Чалъков от видния бегликчийски род Чалъкови. Учи в гръцкото училище в града и в Халкинската семинария, след което се включва в мащабната бегликчийска и джелепска дейност на семейството си. В съдружие с членове на фамилията и други търговци участва в откупуването и на десятък върху зърнени произведения, плодни дръвчета и други приходи.
От 50-те години участва активно в усилията за усилване на българското влияние в църквата и утвърждаване на българското образование. От 1860 година е член на градския меджлис в Пловдив, от 1867 година – на виалетския меджлис в Одрин, а от 1868 до 1872 година – на новосъздадения Държавен съвет в Цариград. В края на 60-те и началото на 70-те години на ХIХ век годишните му приходи от заплата и наеми на недвижими имоти надхвърлят 100 000 гроша. Георгаки Чалъков е един от противниците на пловдивския патриаршески митрополит Хрисант. Член е на ръководството на българското епархийско настоятелство в Пловдив. Настоятел е на Араповския манастир, подпомага строежа на български училища в Пловдив и обучението на български младежи в чужбина.
Включва се в създаването на Българската екзархия и участва в нейното управление. През 1871 година участва в Църковно-народния събор в Цариград, като представител на Привременния смесен съвет. Той е един от делегатите, подписали на 14 май 1871 година новоприетия устав на Българската екзархия. През 1877 година става член на Сената и получава титлата бей.
Георгаки Чалъкоглу умира на 21 март 1882 година на остров Бююкада.